# Ghetto Postage
Ghetto Postage è il nono album del rapper statunitense Master P, pubblicato nel 2000. È l'ultimo album di Master P a ricevere una certificazione dalla RIAA.
C-Murder e Snoop Dogg sono tra gli ospiti dell'album. Su Metacritic ottiene un punteggio pari a 57/100.
| Recensione           | Giudizio |
| -------------------- | -------- |
| AllMusic             | [ 1 ]    |
| Rolling Stone        | [ 4 ]    |
| Entertainment Weekly | C+       |
| Rolling Stone        | [ 6 ]    |
| RapReviews           | [ 7 ]    |
| HipHopDX             | [ 8 ]    |

## Tracce
1. Intro (featuring Erica Foxx) – 1:41
2. Bout Dat (featuring Silkk The Shocker) – 3:21
3. Don Is Back (Skit) – 0:28
4. Doo Rags (featuring Freedom) – 3:09
5. Bitch I Like – 3:12
6. My Three Uncles (Skit) – 1:17
7. Golds in They Mouth (featuring C-Murder) – 4:15
8. Problems (Skit) – 2:25
9. Poppin' Them Collars (featuring Snoop Dogg) – 4:47
10. I Don't Give Ah What – 2:41
11. Twerk That Thang – 2:55
12. Life I Live (featuring Slay Sean & Short Circuit) – 4:14
13. Souljas – 3:32
14. The Real Nigga (Skit) – 1:42
15. Pockets Gone' Stay Fat (featuring Magic) – 3:41
16. My Babooski (featuring Tamar Braxton) – 3:36
17. Still Ballin' (featuring Krazy & Slay Sean) – 3:18
18. Soulja Boo (featuring Erica Foxx) – 3:48
19. Hush – 3:57
20. Roll How We Roll (featuring Afficial) – 2:52
21. Would You (featuring Suga Bear & Krazy) – 3:11
22. It Don't Get No Better (featuring Black Felon) – 2:42
23. Always Come Back to You – 3:45

## Classifiche

### Classifiche settimanali
| Classifica (2000)         | Posizione massima |
| ------------------------- | ----------------- |
| Stati Uniti               | 26                |
| US Top R&B/Hip-Hop Albums | 2                 |

### Classifiche di fine anno
| Classifica (2001)         | Posizione massima |
| ------------------------- | ----------------- |
| Stati Uniti               | 173               |
| US Top R&B/Hip-Hop Albums | 54                |